# Premi BAFTA 1967
I premi della 20ª edizione dei British Academy Film Awards furono conferiti nel 1967 dalla British Academy of Film and Television Arts alle migliori produzioni cinematografiche del 1966.

## Vincitori e candidati

### Miglior film internazionale (Best Film from any Source)
- Chi ha paura di Virginia Woolf? (Who's Afraid of Virginia Woolf?), regia di Mike Nichols
- Il dottor Živago (Doctor Zhivago), regia di David Lean
- Morgan matto da legare (Morgan: A Suitable Case for Treatment), regia di Karel Reisz
- La spia che venne dal freddo (The Spy Who Came in from the Cold), regia di Martin Ritt

### Miglior film britannico (Best British Film)
- La spia che venne dal freddo (The Spy Who Came in from the Cold)
- Alfie, regia di Lewis Gilbert
- Georgy, svegliati (Georgy Girl), regia di Silvio Narizzano
- Morgan matto da legare (Morgan: A Suitable Case for Treatment)

### Migliore attore britannico (Best British Actor)
- Richard Burton – Chi ha paura di Virginia Woolf? (Who's Afraid of Virginia Woolf?)
- Richard Burton – La spia che venne dal freddo (The Spy Who Came in from the Cold)
- Michael Caine – Alfie
- Ralph Richardson – La cassa sbagliata (The Wrong Box)
- Ralph Richardson – Il dottor Živago (Doctor Zhivago)
- Ralph Richardson – Khartoum
- David Warner – Morgan matto da legare (Morgan: A Suitable Case for Treatment)

### Migliore attrice britannica (Best British Actress)
- Elizabeth Taylor – Chi ha paura di Virginia Woolf? (Who's Afraid of Virginia Woolf?)
- Julie Christie – Il dottor Živago (Doctor Zhivago)
- Julie Christie – Fahrenheit 451
- Lynn Redgrave – Georgy, svegliati (Georgy Girl)
- Vanessa Redgrave – Morgan matto da legare (Morgan: A Suitable Case for Treatment)

### Migliore attore straniero (Best Foreign Actor)
- Rod Steiger – L'uomo del banco dei pegni (The Pawnbroker)
- Jean-Paul Belmondo – Il bandito delle ore 11 (Pierrot le fou)
- Sidney Poitier – Incontro al Central Park (A Patch of Blue)
- Oskar Werner – La spia che venne dal freddo (The Spy Who Came in from the Cold)

### Migliore attrice straniera (Best Foreign Actress)
- Jeanne Moreau – Viva Maria!
- Brigitte Bardot – Viva Maria!
- Joan Hackett – Il gruppo (The Group)

### Migliore attore o attrice debuttante (Most Promising Newcomer to Leading Film Roles)
- Vivien Merchant – Alfie
- Alan Arkin – Arrivano i russi, arrivano i russi (The Russians Are Coming, the Russians Are Coming)
- Frank Finlay – Otello (Othello)
- Jeremy Kemp – La caduta delle aquile (The Blue Max)

### Migliore sceneggiatura per un film britannico (Best British Screenplay)
- David Mercer – Morgan matto da legare (Morgan: A Suitable Case for Treatment)
- Kevin Brownlow, Andrew Mollo – It Happened Here
- Bill Naughton – Alfie
- Harold Pinter – Quiller Memorandum (The Quiller Memorandum)

### Migliore fotografia per un film britannico a colori (Best British Cinematography - Colour)
- Christopher Challis – Arabesque
- Otto Heller – Alfie
- Jack Hildyard – Modesty Blaise - La bellissima che uccide (Modesty Blaise)
- Douglas Slocombe – La caduta delle aquile (The Blue Max)

### Migliore fotografia per un film britannico in bianco e nero (Best British Cinematography - Black and White)
- Oswald Morris – La spia che venne dal freddo (The Spy Who Came in from the Cold)
- Denys N. Coop – Bunny Lake è scomparsa (Bunny Lake Is Missing)
- Kenneth Higgins – Georgy, svegliati (Georgy Girl)
- Gilbert Taylor – Cul-de-sac

### Migliore scenografia per un film britannico a colori (Best British Art Direction - Colour)
- Wilfred Shingleton – La caduta delle aquile (The Blue Max)
- Maurice Carter – Quiller Memorandum (The Quiller Memorandum)
- John Howell – Khartoum
- Ray Simm – La cassa sbagliata (The Wrong Box)

### Migliore scenografia per un film britannico in bianco e nero (Best British Art Direction - Black and White)
- Tambi Larsen – La spia che venne dal freddo (The Spy Who Came in from the Cold)
- Donald M. Ashton – Bunny Lake è scomparsa (Bunny Lake Is Missing)
- Edward Marshall – Flagrante adulterio (Life at the Top)
- Tony Woollard – Georgy, svegliati (Georgy Girl)

### Miglior montaggio per un film britannico](Best British Film Editing)
- Tom Priestley – Morgan matto da legare (Morgan: A Suitable Case for Treatment)
- Thelma Connell – Alfie
- Frederick Wilson – Arabesque
- Frederick Wilson – Quiller Memorandum (The Quiller Memorandum)

### Migliori costumi per un film britannico a colori (Best British Costume - Colour)
- Julie Harris – La cassa sbagliata (The Wrong Box)
- Christian Dior – Arabesque
- John Furniss – La caduta delle aquile (The Blue Max)
- Nicholas Georgidis – Romeo and Juliet

### Miglior documentario (Flaherty Documentary Award)
- Goal! - Coppa del Mondo 1966 (Goal! World Cup 1966), regia di Ross Devenish e Abidin Dino
- Buster Keaton corre ancora (Buster Keaton Rides Again), regia di John Spotton
- I'm Going to Ask You to Get Up Out of Your Seat, regia di Richard Cawston
- Thirty Years After, regia di Kevin Billington (per l'episodio Matador)

### Miglior cortometraggio (Best Short Film)
- The War Game, regia di Peter Watkins
- The River Must Live, regia di Alan Pendry
- Sudden Summer, regia di Richard Taylor
- The Tortoise and the Hare, regia di Hugh Hudson

### Premio UN (UN Award)
- The War Game
- Arrivano i russi, arrivano i russi (The Russians Are Coming, the Russians Are Coming), regia di Norman Jewison
- Panorama, regia di Jo Menell (per l'episodio Vietnam - People and War)
- L'uomo del banco dei pegni (The Pawnbroker), regia di Sidney Lumet